# Enrico di Borgogna (conte del Portogallo)
Enrico di Borgogna (Henri in francese, Enric in catalano, Enrique in spagnolo e in aragonese e Henrique in portoghese e in galiziano e Henrike in basco. Henricus in latino; Digione, 1069 circa – Astorga, 22 maggio 1112) fu conte del Portogallo dal 1093 fino alla sua morte.

## Origine
Secondo il documento nº 3516 del Recueil des chartes de l'abbaye de Cluny. Tome 4, Enrico era il fratello del duca di Borgogna, Oddone I, che, secondo il monaco e cronista inglese, Orderico Vitale, era il figlio secondogenito dell'erede del ducato di Borgogna, Enrico e di Sibilla di Barcellona(ca. 1035- dopo il 6 luglio 1074), che secondo lo storico Szabolcs de Vajay, era figlia del conte di Barcellona, Gerona e Osona, Berengario Raimondo I e della moglie (come risulta dalle Europäische Stammtafeln, vol II, 58 -non consultate-), Guisla de Lluçà, figlia del vicario di Balsareny il Signore di Lluça e Villanova, Sunifredo II e di sua moglie, Ermesinda di Balsareny. Enrico era il fratello ultimogenito, oltre che di Oddone I anche del duca di Borgogna Ugo I e Oddone I.
Enrico di Borgogna, secondo il documento n° LVII del Recueil des chartes de l´abbaye de Saint-Germain-des-Prés era il figlio secondogenito del conte di Charolais e di Langres, duca di Borgogna e anche conte d'Auxerre, Roberto I e di Helie di Semur, figlia di Dalmazio, signore di Semur, come risulta da Le cartulaire de Marcigny-sur-Loire 1045-1144 (Dalmatius pater sancti Hugonis abbatis Cluniacensis et Gaufredi Sinemurensi[s], Andrae levitae, Joceranni et Dalmatii et sororum eorumdem scilicet Materdis, Adalaidae et Ceciliae atque Evellae) e di Aremburga.

Il ducato di Borgogna alla fine del secolo XI.

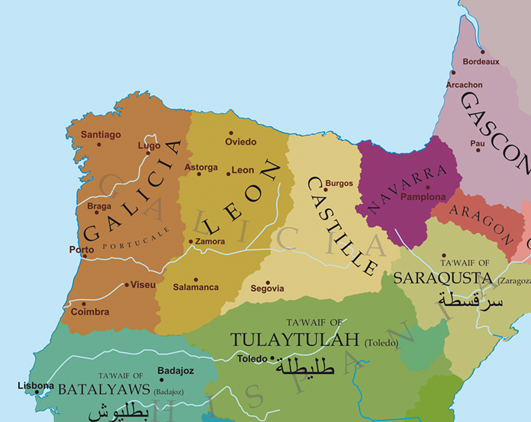
La penisola iberica alla fine del secolo XI. La contea del Portogallo è parte del regno di Galizia.

## Biografia
Secondo lo storico francese specializzato nella genealogia dei personaggi dell'Alto Medioevo, Patrick Van Kerrebrouck, nel 1059, suo zio, Ugo, figlio primogenito del duca Roberto I, morì in combattimento, nella guerra contro il conte di Nevers, Guglielmo I e suo padre, Enrico divenne l'erede designato del ducato di Borgogna; infatti il monaco e cronista inglese, Orderico Vitale, ce lo cita come primogenito di Roberto, assieme ai fratelli Roberto e Simone.
In un documento del 1082 circa suo fratello Oddone I, confermando una donazione fatta al monastero di Molesme da suo fratello Ugo I, cita anche Enrico definendolo un fanciullo (Henricus puer), ci conferma la data di nascita attorno al 1070.
Essendo l'ultimo di sette figli (il quarto maschio) Enrico valutò di avere poche possibilità di ereditare il titolo di duca di Borgogna, per cui, quando aveva circa diciotto anni, si recò nella penisola iberica, al seguito del fratello, Oddone, futuro duca di Borgogna, per prendere parte alla lotta contro i Mori, che sotto la guida degli Almoravidi stavano prendendo il sopravvento, dopo che l'emiro degli Almoravidi, Yūsuf ibn Tāshfīn aveva sconfitto il re di León e Castiglia, Alfonso VI, nella battaglia di al-Zallaqa del 1086.

Enrico giunse in Castiglia tra la fine del 1086 e l'inizio del 1087, assieme al suo lontano cugino, Raimondo di Borgogna.
La zia di Enrico e Oddone, Costanza, che era la seconda moglie del re di León e Castiglia, Alfonso VI, li invitò a corte, dopo l'assedio di Tudela, in quello stesso 1087; mentre Raimondo si fidanzò con la figlia di Costanza e di re Alfonso VI, Urraca, a Enrico fu promessa la mano di Teresa (circa 1080-1130), figlia naturale di Alfonso VI; infatti secondo il Chronicon regum Legionensium, Teresa era figlia di Alfonso VI di Castiglia e della sua concubina Jimena Muñoz (?-1128), che secondo lo storico medievalista statunitense, Bernard F. Reilly, era figlia del conte Munio Muñiz, signore delle Asturie occidentali e del nord del Bierzo e della moglie Velasquita;.
Nel 1092, molto probabilmente il 24 agosto, fu celebrato il matrimonio tra Enrico e Teresa; il matrimonio viene confermato dal documento n° XXI della Apéndice I della Historia del Real Monasterio de Sahagún. 

Diversi documenti confermano che Teresa era sposata con Enrico che aveva ricevuto il titolo di conte:
- il documento nº 1 delle Provas da Historia Genealogica da Casa Real Portugueza (Lisbon), Tomo I (Comite Dono Henrico una partire cum uxore mea Infante Dona Taraxea)[19]
- il documento n° VI del Cartulario del Monasterio de Eslonza, Parte 1 (Taraxia Adefonsi regis filia Henrik comes)[20]
- il documento n° XL del Cartulaire du prieuré de La Charité-sur-Loire (Nièvre) (Comes domnus Henricus et uxor mea Domna Theresia, domini Regis Alfonsi filia)[21].

Nel 1093 Alfonso VI concesse il governo del regno di Galizia al genero Raimondo e, ad Enrico, dopo averlo investito della signoria di Braga, concesse la contea di Portogallo, in sottordine a Raimondo come riporta lo storico Rafael Altamira la contea di Portogallo (a sud del fiume Miño) a Enrico, marito di Teresa, figlia naturale di Alfonso VI] e sorellastra di Urraca, che governò la contea, praticamente in autonomia dalla Galizia, difendendola dagli attacchi dei Mori.

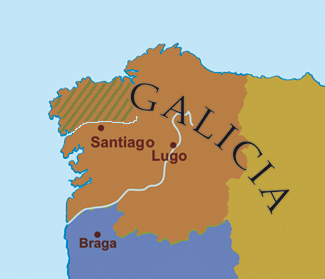
Il confine tra la contea del Portogallo, il regno di Galizia e il regno di León.

Siccome Raimondo pensava di succedere ad Alfonso sul trono di León e Castiglia, secondo Reilly Raimondo ed Enrico, tra il 1094 e il 1095, avevano fatto un patto che prevedeva che alla morte di Alfonso VI, Raimondo avrebbe ottenuto tutti i domini di Alfonso VI e avrebbe ceduto ad Enrico il regno di Galizia e parte della taifa di Toledo, in quanto Raimondo era stato nominato governatore della città di Toledo

Ma le cose poi andarono diversamente, perché Raimondo, nel 1007, come conferma il documento nº 420 delle Chartes et documents de Saint-Bénigne de Dijon : prieurés et dépendances, des origines à 1300. Tome 2 premorì ad Alfonso VI, che quando a sua volta, nel 1009 morì, lasciò unica erede la figlia Urraca, deludendo Enrico che si aspettava la Galizia.
Enrico, stabilita la sua residenza a Guimarães, governò la contea del Portogallo (a sud del fiume Minho) praticamente in autonomia dal regno di Galizia, difendendola dagli attacchi dei Mori, sconfiggendoli in parecchie battaglie. Nel 1097 fu investito della contea di Tordesillas. Enrico, essendosi alleggerita la pressione dei musulmani, poté compiere un pellegrinaggio a Santiago di Compostela nell'inverno 1097-1098. Poi, dopo avere subito una sconfitta a opera dei Mori nel 1100, a Malagón, fu alla corte di Alfonso nel periodo 1000-1001; dopo, tra il 1101 e il 1003, si recò in Palestina ed infine alternò la sua presenza a Coimbra nella gestione della contea a periodi alla corte di Alfonso.
Quando la vedova di Raimondo, Urraca, divenne regina di León e Castiglia, nel 1109, i nobili castigliani non gradirono (perché avrebbero preferito un re combattivo) e spinsero la regina a risposarsi col re di Aragona e Navarra, Alfonso I il Battagliero. Il matrimonio ebbe luogo all'inizio di ottobre del 1109 nel Castello di Monzón de Campos, come riporta il Ex Gestis Comitum Barcinonensium. Il matrimonio di Urraca e di Alfonso I provocò quasi subito ribellioni in Galizia anche per gli intrighi di Teresa e del cognato Enrico.
Tra i coniugi, Urraca e Alfonso, scoppiarono quasi subito le ostilità che portarono poi a una guerra civile. Enrico approfittò della situazione e continuò a governare la contea a suo piacimento, praticamente indipendente da Urraca e, nel 1110, arruolato un esercito in Francia, stipulò un accordo con Alfonso I per deporre la regina e dividersi il regno, come riporta La web de las biografias
.

Però una temporanea riconciliazione tra i coniugi fece fallire l'accordo.
Nel 1111, secondo il Diccionario biográfico español, Real Academia de la Historia, Enrico ottenne le signorie di Zamora e Astorga, rinnovò la lega con Alfonso I e, il 26 ottobre, sconfissero la regina a Candespina, vicino a Sepúlveda, come riporta La web de las biografias
.
I nobili castigliani però convinsero Urraca a impegnarsi a consegnare una parte del regno a Enrico, per cui le alleanze furono ribaltate e, nel 1112, unendo le loro forze, Enrico e Urraca costrinsero Alfonso I a Peñafiel, dove lo assediarono. A questo punto a Peñafiel giunse la moglie di Enrico, Teresa, per sollecitare la sorellastra Urraca a mantenere la promessa fatta a Enrico di consegnargli una parte del regno, per l'aiuto che gli dava nella guerra contro il marito. La regina accondiscese alla divisione del suo regno; vedendo però che i soldati portoghesi trattavano Teresa come una regina, Urraca, indispettita, decise di fare la pace con il marito annullando il patto con Enrico e Teresa.

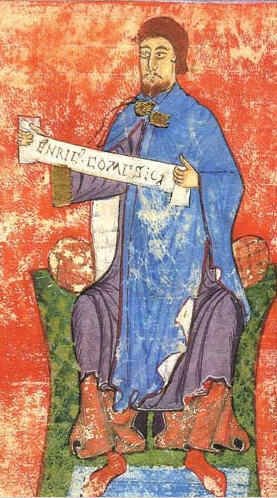
Enrico di Borgogna, conte del Portogallo.

Sempre nel 1111, dopo avere perso Santarem a opera dei Mori, Enrico dovette ripiegare su Astorga, dove, nel 1112, combattendo ancora per Urraca, morì nell'assedio della città e fu sepolto a Braga, come conferma il Nobiliario de D. Pedro Conde de Bracelos, mentre il Chronicon Lusitanum riporta che morì nel 1114.
Nella contea del Portogallo a Enrico succedette la moglie Teresa, perché il figlio Alfonso, l'unico maschio sopravvissuto al padre, aveva solo tre anni. I suoi resti mortali furono tumulati nella cattedrale di Braga, dove riposano ancora oggi accanto a quelle della moglie.

## Discendenza
Enrico e Teresa ebbero sei figli::
- Alfonso del Portogallo (circa 1098-prima del 1110), citato nel documento nº 1 delle Provas da Historia Genealogica da Casa Real Portugueza (Lisbon), Tomo I (Infans Dono Alfoso filius Henrici comiti et uxor mea Infante Dona Taraxia)[19], sepolto a Burgos[34]
- Urraca del Portogallo (circa 1100- dopo il settembre 1161, un documento del 1161 conferma che in quella data Urraca Enriquez era ancora viva[35]), citata nel Chronicon regum Legionensium[14][15], sposò nel 1120, come sua seconda moglie, Bermudo Pérez di Trava(?-1161), conte di Trastamara, figlio di don Pedro Froilaz di Traba e della sua seconda moglie, Mayor Rodríguez, secondo il Nobiliario de D. Pedro Conde de Bracelos[36], mentre per El monasterio de las Cascas era la terza moglie[35]
- Sancha del Portogallo (circa 1102-23 marzo 1143) che sposò Fernando Méndez, signore di Braganza, come conferma la Terceira parte da monarchia lusitana[37]
- Teresa del Portogallo (1102-?) che sposò Sancho Núñez, come conferma la Terceira parte da monarchia lusitana[37]
- Enrico del Portogallo (1106-prima del 1110), citato assieme al primogenito Alfonso, senza essere nominati nella Historia genealogica da Casa Real Portugueza, vol. I[34], sepolto a Burgos[34]
- Alfonso Henríquez (1109-1185), dal 1128 conte del Portogallo e dal 1139 re del Portogallo[38], noto come Alfonso I il Conquistatore

Enrico ebbe anche un figlio illegittimo da una sua amante:
- Pedro Afonso del Portogallo (1105 - 9 maggio 1175). Gran maestro dell'Ordine di Aviz, dal 1162, benedettino nel monastero di Alcántarail documento nº 1 delle Provas da Historia Genealogica da Casa Real Portugueza (Lisbon), Tomo I (Comite Dono Henrico una partire cum uxore mea Infante Dona Taraxea)[39]. Fu amico di Bernardo di Chiaravalle.

## Ascendenza
|                                     |                                |                          | Genitori                |  |  | Nonni |  |  | Bisnonni              |  |  | Trisnonni  |  |
|                                     |                                |                          |                         |  |  |       |  |  | Roberto II di Francia |  |  | Ugo Capeto |  |
|                                     |                                |                          |                         |  |  |       |  |  | Roberto II di Francia |  |  | Ugo Capeto |  |
|                                     |                                | Adelaide d'Aquitania     |                         |  |  |       |  |  | Roberto II di Francia |  |  |            |  |
| Roberto I di Borgogna               |                                |                          |                         |  |  |       |  |  | Roberto II di Francia |  |  |            |  |
|                                     |                                | Costanza d'Arles         | Guglielmo I di Provenza |  |  |       |  |  |                       |  |  |            |  |
|                                     |                                | Costanza d'Arles         | Guglielmo I di Provenza |  |  |       |  |  |                       |  |  |            |  |
|                                     |                                | Costanza d'Arles         | Adelaide d'Angiò        |  |  |       |  |  |                       |  |  |            |  |
| Enrico di Borgogna                  |                                | Costanza d'Arles         |                         |  |  |       |  |  |                       |  |  |            |  |
|                                     |                                | Dalmazio di Semur        | …                       |  |  |       |  |  |                       |  |  |            |  |
|                                     |                                | Dalmazio di Semur        | …                       |  |  |       |  |  |                       |  |  |            |  |
|                                     |                                | Dalmazio di Semur        | …                       |  |  |       |  |  |                       |  |  |            |  |
| Hélie de Semur                      |                                | Dalmazio di Semur        |                         |  |  |       |  |  |                       |  |  |            |  |
|                                     |                                | Aremburga                | …                       |  |  |       |  |  |                       |  |  |            |  |
|                                     |                                | Aremburga                | …                       |  |  |       |  |  |                       |  |  |            |  |
|                                     |                                | Aremburga                | …                       |  |  |       |  |  |                       |  |  |            |  |
| Enrico del Portogallo               |                                | Aremburga                |                         |  |  |       |  |  |                       |  |  |            |  |
|                                     | Raimondo Borrell di Barcellona | Borrell II di Barcellona |                         |  |  |       |  |  |                       |  |  |            |  |
|                                     | Raimondo Borrell di Barcellona | Borrell II di Barcellona |                         |  |  |       |  |  |                       |  |  |            |  |
|                                     | Raimondo Borrell di Barcellona | Letgarda di Tolosa       |                         |  |  |       |  |  |                       |  |  |            |  |
| Berengario Raimondo I di Barcellona | Raimondo Borrell di Barcellona |                          |                         |  |  |       |  |  |                       |  |  |            |  |
|                                     |                                | Ermesinda di Carcassonne | Ruggero I di Comminges  |  |  |       |  |  |                       |  |  |            |  |
|                                     |                                | Ermesinda di Carcassonne | Ruggero I di Comminges  |  |  |       |  |  |                       |  |  |            |  |
|                                     |                                | Ermesinda di Carcassonne | Adelaide di Gévaudan    |  |  |       |  |  |                       |  |  |            |  |
| Sibilla di Barcellona               |                                | Ermesinda di Carcassonne |                         |  |  |       |  |  |                       |  |  |            |  |
|                                     |                                | Sunifredo II di Lluça    | …                       |  |  |       |  |  |                       |  |  |            |  |
|                                     |                                | Sunifredo II di Lluça    | …                       |  |  |       |  |  |                       |  |  |            |  |
|                                     |                                | Sunifredo II di Lluça    | …                       |  |  |       |  |  |                       |  |  |            |  |
| Guilla (o Guisla) de Lluça          |                                | Sunifredo II di Lluça    |                         |  |  |       |  |  |                       |  |  |            |  |
|                                     |                                | Ermesinda di Basareny    | …                       |  |  |       |  |  |                       |  |  |            |  |
|                                     |                                | Ermesinda di Basareny    | …                       |  |  |       |  |  |                       |  |  |            |  |
|                                     |                                | Ermesinda di Basareny    | …                       |  |  |       |  |  |                       |  |  |            |  |
|                                     |                                | Ermesinda di Basareny    |                         |  |  |       |  |  |                       |  |  |            |  |

### Fonti primarie
- (LA)  Saeculum XII. Orderici Vitalis,... Historia ecclesiastica.
- (LA)  Recueil des chartes de l´abbaye de Saint-Germain-des-Prés, tome I.
- (LA)  Chronique de l'abbaye de Saint-Bénigne de Dijon.
- (LA)  Alberti Aquensis Historia Hierosolymitana.
- (LA)  Histoire de l'abbaye royale et de la ville de Tournus, avec les preuves.
- (FR)  (LA)  CHEVRIER G. et CHAUME M., Chartes et documents de Saint-Bénigne de Dijon : prieurés et dépendances, des origines à 1300. Tome 2.
- (FR)  #ES Cartulaire de Molesme
- (LA)  Monumenta Germaniae Historica, Scriptores, tomus IX.
- (LA)  Recueil des historiens des Gaules et de la France. Tome 11.
- (LA)  Recueil des historiens des Gaules et de la France. Tome 12.
- (LA)  Chroniques des Comtes d´Anjou et des Seigneurs d´Amboise (Paris).
- (LA)  Recueil des chartes de l'abbaye de Cluny. Tome 4 .
- (LA)  Recueil des chartes de l'abbaye de Cluny. Tome 5
- (LA)  Chronique de l'abbaye de Saint-Bénigne de Dijon.
- (LA)  Histoire de l'abbaye royale et de la ville de Tournus, avec les preuves.
- (LA)  Historia de los reyes de Castilla y de Leon, Volume 1
- (LA)  #ES cartulario del Monasterio de San Salvador de Oña.
- (LA)  Colección diplomatica de San Salvador de Oña 822-1284, Tomo I.
- (LA)  #ES España sagrada, Volume 14.
- (LA)  #ES España sagrada, Volume 23.
- (LA)  #ES Historia de la Santa Iglesia de Santiago de Compostela (Santiago), Tomo III.
- (LA)  Provas da Historia Genealogica da Casa Real Portugueza (Lisbon), Tomo I.
- (LA)  Cartulario del Monasterio de Eslonza, Parte 1
- (LA)  Cartulaire du prieuré de La Charité-sur-Loire (Nièvre)
- (EN)  The World of El Cid: Chronicles of the Spanish Reconquest, Chronicon regum Legionensium
- (PT)  #ES Nobiliario de D. Pedro Conde de Bracelos
- (PT)  #ES Terceira parte da monarchia lusitana
- (PT)  Historia genealogica da Casa Real Portugueza, tomo I

### Letteratura storiografica
- Rafael Altamira, La Spagna (1031-1248), in "Storia del mondo medievale", vol. V, 1999, pp. 865–896.
- Edgar Prestage, Il Portogallo nel medioevo, in "Storia del mondo medievale", vol. VII, 1999, pp.576–610.
- (ES)  Pérez, J., Romualdo Escalona, F. (1782) Historia del real monasterio de Sahagun.
- (FR)  CHEVRIER G. et CHAUME M., Chartes et documents de Saint-Bénigne de Dijon : prieurés et dépendances, des origines à 1300. Tome 2.
- (EN)  The Kingdom of León-Castilla under King Alfonso VI
- (EN)  The Kingdom of León-Castilla under Queen Urraca
- (EN)  Chronica Adefonsi Imperatoris
- (ES)  #ES El monasterio de las Cascas